# Ernst Tellenbach
Ernst Tellenbach – szwajcarski strzelec, mistrz świata.
Był związany z miastem Olten.
Na przestrzeni lat 1928–1947, Ernst Tellenbach zdobył 10 medali na mistrzostwach świata, w tym 5 złotych, 3 srebrne i 2 brązowe. W zawodach indywidualnych wyłącznie dwukrotnie stawał na podium. W 1928 roku został mistrzem świata w karabinie wojskowym klęcząc z 300 m, zaś 9 lat później uplasował się na trzecim miejscu w karabinie dowolnym klęcząc z 50 m (pokonali go jedynie Harald Kivioja i Jacques Mazoyer). 

## Medale mistrzostw świata
Opracowano na podstawie materiałów źródłowych:
| Mistrzostwa     | Konkurencja                                                      | Wynik                              | Miejsce |
| --------------- | ---------------------------------------------------------------- | ---------------------------------- | ------- |
| Loosduinen 1928 | Karabin wojskowy klęcząc, 300 m                                  | 177 pkt.                           |         |
| Sztokholm 1929  | Karabin dowolny, trzy postawy, 300 m, drużynowo                  | 5442 pkt. (druż.)                  |         |
| Antwerpia 1930  | Karabin dowolny, trzy postawy, 300 m, drużynowo                  | 5407 pkt. (druż.)                  |         |
| Grenada 1933    | Karabin dowolny, trzy postawy, 300 m, drużynowo                  | 5412 pkt. (druż.) 1069 pkt. (ind.) |         |
| Rzym 1935       | Karabin dowolny, trzy postawy, 300 m, drużynowo                  | 5446 pkt. (druż.)                  |         |
| Helsinki 1937   | Karabin dowolny klęcząc, 50 m                                    | 385 pkt.                           |         |
| Helsinki 1937   | Karabin dowolny klęcząc, 50 m, drużynowo                         | 1883 pkt. (druż.)                  |         |
| Lucerna 1939    | Karabin wojskowy, trzy postawy, 300 m, drużynowo (3x20 strzałów) | 2607 pkt. (druż.)                  |         |
| Sztokholm 1947  | Karabin wojskowy szybkostrzelny, 300 m, drużynowo                | 845 pkt. (druż.)                   |         |
| Sztokholm 1947  | Karabin standardowy, trzy postawy, 300 m, drużynowo              | 2576 pkt. (druż.)                  |         |